# Aston Martin DB AR1
La DB AR1 è una autovettura gran turismo prodotta dalla Aston Martin dal 2003 al 2004 in edizione limitata.
Il suo design fu opera di Zagato. Presentata al salone dell'automobile di Los Angeles nel gennaio del 2003, venne pensata per il mercato statunitense. La sigla “AR1” significava American Roadster 1, mentre l'abbreviazione ”DB” era collegata a David Brown, ex proprietario della Aston Martin.
Una dichiarazione della Zagato del gennaio 2003 che si riferiva alla DB AR1 riportava: “è basata sulla DB7 Vantage Volante (cabriolet) e possiede un corpo vettura con carrozzeria di Zagato.
La DB AR1 possedeva un motore V12 da 6 L di cilindrata e 48 valvole che derivava da un analogo propulsore installato sulla Vanquish. La trazione era posteriore, mentre il motore era montato anteriormente. Venne realizzata in un'unica versione, roadster due porte. Il modello poteva raggiungere una velocità massima di 299 km/h e accelerava da 0 a 97 km/h in 4,9 secondi.
Solamente 99 esemplari furono prodotti per le vendite. La Aston Martin costruì però anche un esemplare aggiuntivo per il proprio museo.
Il prezzo di vendita della DB AR1 era di 226.000 dollari.